# Vivaxosaurus
Vivaxosaurus è un genere estinto di terapsidi, appartenente ai dicinodonti. Visse nel Permiano superiore (circa 257 - 252 milioni di anni fa) e i suoi resti fossili sono stati ritrovati in Russia.

## Descrizione
Questo animale possedeva un corpo relativamente allungato, sorretto da brevi arti molto robusti e diretti obliquamente. Il cranio era robusto ma alleggerito da grandi finestre temporali posteriori e grandi orbite. Come gran parte dei dicinodonti, Vivaxosaurus era quasi sprovvisto di denti, tranne che per due zanne superiori simili a canini. La zona intorno ai canini (il processo caniniforme) era di forma unica: stretto e diretto anteroventralmente, con un lobo arrotondato anteriore alla zanna. Vivaxosaurus, come tutti i dicinodonti simili, era inoltre dotato di un forte becco simile a quello di una tartaruga. 
Il cinto pettorale era molto robusto, così come le zampe anteriori, dotate di forti dita artigliate. Vivaxosaurus poteva raggiungere e oltrepassare 1,5 metri di lunghezza, una dimensione maggiore rispetto alla gran parte dei dicinodonti del Permiano. 

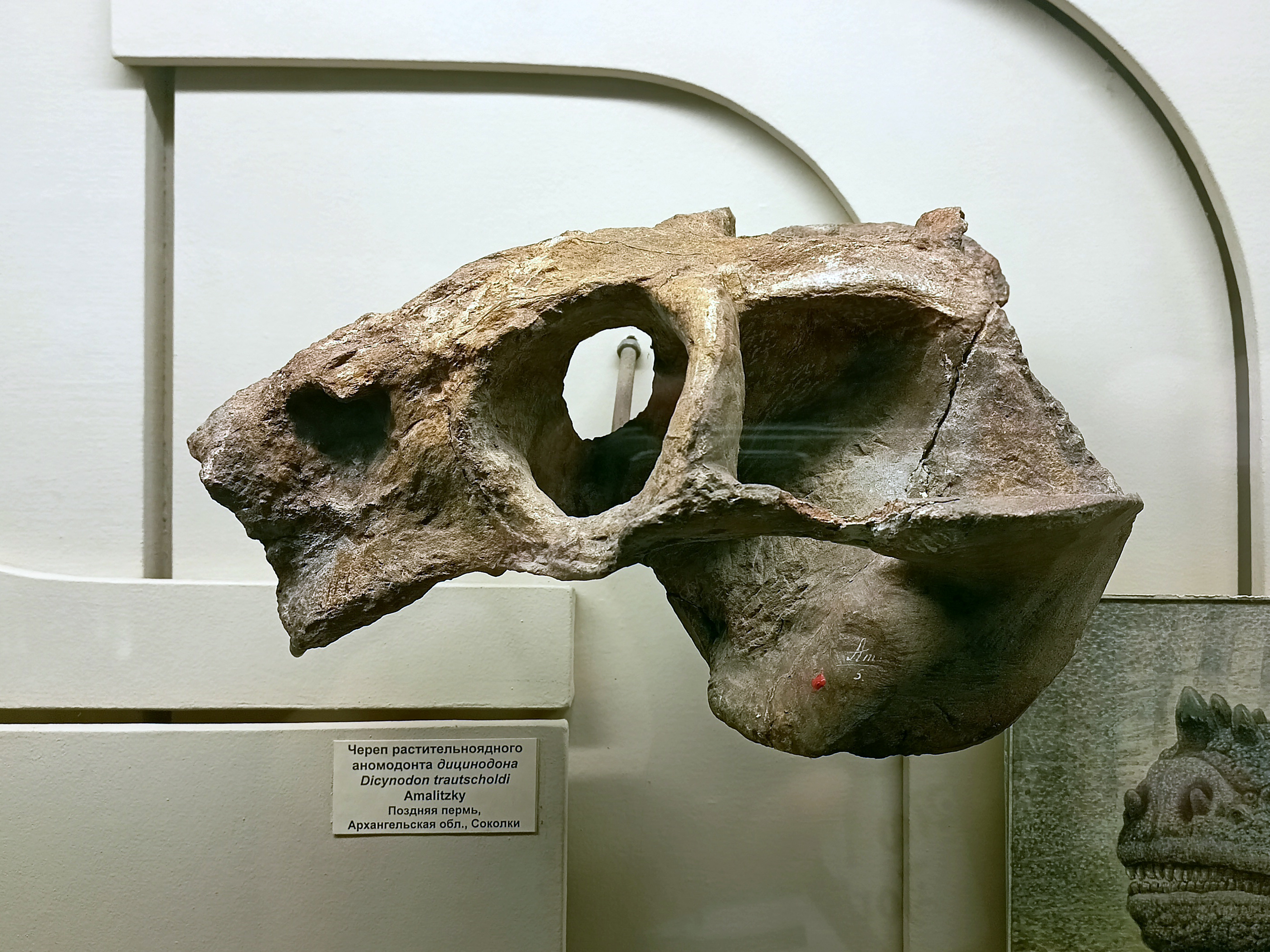
Cranio di Vivaxosaurus trautscholdi

## Classificazione
Vivaxosaurus è considerato un dicinodonte piuttosto derivato, molto vicino all'origine dei kannemeyeriformi, il gruppo di dicinodonti più derivato (e anche l'ultimo ad estinguersi), a causa delle caratteristiche strutturali dell'acetabolo indicative di una stretta parentela con quest'ultimo gruppo. 
Vivaxosaurus ha una storia tassonomica piuttosto complicata. Il primo dicinodonte ritrovato in Russia, noto come Dicynodon trautscholdi, fu descritto nel 1922, ma successivamente venne considerato ben distinto dalle altre specie di Dicynodon. Nello stesso studio vennero descritte altre specie di dicinodonti provenienti dalla Russia (Gordonia annae, G. rossica e Oudenodon venyukovi). Un'altra specie di Dicynodon proveniente dalla Russia fu descritta nel 1926 (D. amalitzkii). Nel 2000 venne descritto un nuovo genere e una nuova specie di dicinodonte russo, Vivaxosaurus permirus. Successivamente, nel 2005, un nuovo studio mise in luce le strette affinità tra tutte le specie precedenti, ponendole in sinonimia fra loro: la prima descritta, Dicynodon trautscholdi, venne quindi riconosciuta come unica valida. Un ulteriore studio del 2011, però, mise in luce le differenze di questa specie rispetto a Dicynodon: Vivaxosaurus venne quindi riconosciuto come genere a sé stante, con la specie tipo Vivaxosaurus trautscholdi (la prima descritta); la specie D. amalitzkii venne attribuita al genere Peramodon. Infine, uno studio del 2012 ha attribuito le specie Dicynodon trautscholdi e D. amalitzkii al nuovo genere Fortunodon.

## Paleobiologia
Probabilmente Vivaxosaurus riusciva a tagliare la vegetazione dura grazie al becco corneo simile a quello di una tartaruga. Alcune caratteristiche di Vivaxosaurus, principalmente del cinto pettorale e delle zampe anteriori, hanno portato all'ipotesi che questo animale fosse adatto a nutrirsi di radici, che venivano dissotterrate dalle potenti zampe (Surkov, 2004).